# Kimberley Cornish
Pour les articles homonymes, voir Cornish.
Kimberley Cornish, né en 1949 à Perth, est un écrivain australien surtout connu pour son ouvrage polémique paru en 1998 évoquant un lien hypothétique entre le philosophe Ludwig Wittgenstein et Hitler intitulé Wittgenstein contre Hitler : le Juif de Linz.

## Biographie
Selon le résumé de la conférence d'une réunion de l'Australasian Association of Philosophy en 2005, il est diplômé de l'université d'Australie-Occidentale et travaille (alors) sur une thèse de PhD à l'université Monash sur les mèmes et la théorie de l'esprit sans propriété (Memes and the No-ownership Theory of Mind).

## Accusations de révisionnisme
En 1998, à partir de l'hypothèse selon laquelle Wittgenstein et Hitler auraient pu avoir été en contact à la Realschule de Linz durant l'année scolaire 1904-1905, Cornish construit un récit intitulé Wittgenstein contre Hitler : le juif de Linz dans lequel il attribue l'origine de l'antisémitisme d'Hitler à l'influence que Wittgenstein aurait eue sur lui à cette époque. Cet ouvrage est vivement critiqué dans le monde entier, le philosophe français Jackie Assayag allant jusqu'à suspecter Cornish de révisionnisme,.
Cornish a été l'un des orateurs de la deuxième conférence annuelle sur l'histoire réelle, organisée par le négationniste britannique David Irving à Cincinnati, du 22 au 24 septembre 2000. Parmi les autres intervenants à cette conférence figuraient le négationniste allemand Germar Rudolf et l'avocat américain Mark Antonacci. Une lettre de Cornish à Irving est publiée sur son site Web.

## Œuvres
- Wittgenstein contre Hitler : le juif de Linz  (trad. de l'anglais par Paul Audi), Paris, puf, coll. « Perspectives critiques », novembre 1998, 451 p. (ISBN 2130495818 et 978-2130495819)
- (en) The Jew of Linz, Random House, 1998, 431 p. (ISBN 978-3550069703)